# Захарова Галина Петрівна
Галина Петрівна Захарова (22 березня 1947, Київ, Українська РСР, СРСР) — українська гандболістка, що виступала на позиції лінійної. Олімпійська чемпіонка монреальської Олімпіади.
Зіграла на олімпійському турнірі 3 матчі включно з фіналом, закинула один гол.
Закінчила Кам'янець-Подільський педагогічний інститут.

## Титули і досягнення
- Переможниця Олімпійських ігор (1): 1976
- Срібна призерка чемпіонату світу (1): 1975
- Бронзова призерка чемпіонату світу (1): 1973
- Володарка Кубку європейських чемпіонів (7): 1970, 1971, 1972, 1973, 1974, 1975, 1976
- Чемпіонка СРСР (8): 1969, 1970, 1971, 1972, 1973, 1974, 1975, 1976